# Парра Олександр Володимирович
Парра Олександр Володимирович  (* 16 жовтня 1943, Тбілісі) — радянський, український та російський актор театру і кіно. Заслужений артист Української РСР (1976).
Закінчив акторський (1966) та режисерський (1973) факультети Київського інституту театрального мистецтва ім. І. К. Карпенка-Карого.
З 1965 року — актор Київського ТЮГу ім. Ленінського комсомолу, з 1970 року — Національного академічного театру російської драми ім. Лесі Українки.
У 1979—1988 роки працював в Московському театрі ім. В.Маяковського. З 1989 року — в трупі Московського драматичного театру «Сфера». Також як режисер поставив низку вистав. У кіно — з 1967 року. Зіграв близько трьох десятків ролей у фільмах і телеспектаклях.
Знявся в українських радянських фільмах: «Поштовий роман» (1969, лейтенант Шмідт, головна роль), «Всього три тижні» (1971, т/ф, 2 с, Аралов, головна роль), «Талант» (1977, т/ф, 4 с, Олексій Миколайович Бережков, головна роль), «Насмішкувате моє щастя» (1977, фільм-вистава, Олексій Пєшков).
Як режисер поставив телеспектакль за п'єсою Бернарда Шоу «Смаглява леді сонетів» (1997).
На початку 1990-х поставив спектакль «Оргія» за однойменною поемою Лесі Українки.
|                                                                                | Свого часу – десь на початку 1990-х – мене вразила вистава «Оргія», привезена до Києва «московськими акторами українського походження». Режисер А.Парра знайшов простий і ефектний хід: «елліни» в його спектаклі розмовляли по-українськи, а «римляни» – по-російськи! А Меценат, який спокушає еллінських митців, закликаючи їх переходити в лоно римської культури, демонстрував «двомовність» (його роль виконував народний артист СРСР Василь Лановий, до речі – мій земляк із Одещини)! Парра, таким чином, зробив Лесині алюзії абсолютно прозорими... |
| — Володимир Панченко, http://litakcent.com/2011/02/25/propoviduvaty-v-pusteli/ | |

## Фільмографія
- «Поштовий роман» (1969, Петро Шмідт)
- «Проводи» (1977, Сергій Старосельський)
- «Талант» (1977,  Олексій Миколайович Бережков)
- «Сіль землі» (1978, Григорій Володимирович Бенедиктін)
- «Будинок будується» (1978, Прохоров, співробітник проектного інституту)
- «Стратегія ризику» (1978, Фарід Керімович Аскеров, нафтовик, начальник нафторозвідувальної експедиції)
- «Світ у трьох вимірах» (1979, Лебедянцев)
- «Політ з космонавтом» (1980, Вахняк, рецидивіст)
- «Особливо важливе завдання» (1980, Леонід Віталійович Лунін)
- «Всім — спасибі!» (1981)
- «Третій вимір» (1981, Юрій Дмитрович Букрєєв)
- «20 грудня» (1981, Мойсей Урицький)
- «Тропініни» (1981, Олексій Дмитрович Тропінін, районний військовий комісар, полковник)
- «Місце дії» (1983, Петро Костянтинович Пушкарьов)
- «Хто сильніший за нього» (1984, білогвардійський офіцер)
- «Прийдешньому віку» (1985, Віктор Сергійович Бархатов)
- «Сильніше за всіх інших велінь» (1987, Огарьов)
- «Гулящі люди» (1988, Патріарх Никон)
- «Смерть у кіно» (1990) та ін.